# 가타나미촌
가타나미촌(潟南村)은 니가타현 니시칸바라군에 설치되었던 촌이다.